# オオタファインアーツ
オオタファインアーツ（OTA FINE ARTS）は、フジテレビギャラリー勤務を経て独立した大田秀則が代表を務める日本の現代美術ギャラリー。

## 沿革
1994年に恵比寿で創業し、2003年に六本木の芋洗坂、2008年に勝どきと移転し、2011年より現在の六本木ピラミデビル3階で営業している。主な取り扱い作家は、草間彌生、さわひらき。国内アーティストを中心としてプロモーションに力を注いでいる。
2012年にシンガポール、2017年には上海に進出。

## 交通・開館日時

### 東京
- 東京メトロ日比谷線・都営地下鉄大江戸線 六本木駅より徒歩2分
- 日・月曜・祝日休廊
- 営業時間 午前11:00 - 午後7:00

### シンガポール
- 住所　7 Lock Road, #02-13 Gillman Barracks, Singapore 108935
- 月曜・祝日休廊
- 営業時間　11:00-19:00（日曜のみ18時まで）

### 上海
- 住所　West Bund, Building 3 2555 Longteng Ave. Xuhui District, Shanghai China 200232
- 月曜・祝日休廊
- 営業時間　11:00-18:00

## 現在の取り扱い作家
- 草間彌生
- さわひらき
- 嶋田美子
- 南隆雄
- 竹川宣彰
- ブブ・ド・ラ・マドレーヌ
- アキラ・ザ・ハスラー
- 前川知美
- 見附正康
- 半田真規
- 照屋勇賢
- 樫木知子
- シンチカ
- 小池真奈美
- フィロズ・マハムド
- 猪瀬直哉
- 李受俓
- 梅田哲也
- アイ・チョー・クリスティン
- モニール・ファーマンファーマイアン
- ジェイ・フローレス・ティカール

## 過去に取り扱っていた作家
- 小沢剛
- 陳劭雄
- デニス・オッペンハイム
- ロバート・スミッソン
- 境貴雄
- 沿精舛
- 荒木経惟
- 杉本博司
- 森村泰昌
- チェ・ジョンファ
- スラシ・クソンウォン
- 竹崎和征
- 松山聖子
- 大木裕之
- 福澤エミ
- 関本幸治
- ジェシカ・ダイアモンド
- 島袋道浩
- ダン・フレヴィン